# Долішнє (заповідне урочище)
Долі́шнє — заповідне урочище в Україні. Об'єкт природно-заповідного фонду Івано-Франківської області.
Розташоване в межах Витвицької сільської громади Калуського району Івано-Франківської області, біля села Витвиця.
Площа 5,8 га. Статус присвоєно згідно з рішенням Івано-Франківського облвиконкому № 166 від 17.05.1983 року. Перебуває у віданні: Витвицька сільська рада.
Статус присвоєно для збереження заболоченої ділянки, порослої вільшаником. Рослинність характерна для боліт низинного типу — тут зростають угруповання рогозу широколистого, осоки омської, осоки двотичинкової, осоки гострої. Поодиноко зростають лепешняк плаваючий, ситник пониклий, в'язіль барвистий, м'ята польова, костриця лучна та інші.
Ділянка служить місцем гніздування водоплавних птахів.